# Peter Dante
Peter Francis Dante (West Hartford, 16 de dezembro de 1968), é um ator, músico e comediante americano. Ele freqüentemente aparece em filmes da Happy Madison Productions ao lado de seu amigo Adam Sandler.
Os papéis de Dante geralmente são ao lado de Jonathan Loughran e/ou Allen Covert.

## Filmografia
- The Jeff Foxworthy Show (1995, TV, 1 episódio)
- The Larry Sanders Show (1995–96, TV, 3 episódios)
- The Wedding Singer
- The Waterboy[2]
- Matters of Consequence
- Big Daddy
- Little Nicky
- Mr. Deeds
- Eight Crazy Nights
- El Santurario
- Stuck On You
- 50 First Dates
- Grandma's Boy
- The King of Queens (2007, TV, 1 episódio)
- I Now Pronounce You Chuck and Larry
- Strange Wilderness
- Costa Rican Summer
- Just Go With It
- Bucky Larson: Born to Be a Star
- Renegade: Rebel Pilot
- Jack and Jill
- That's My Boy
- Grown Ups 2